# De zegepraal van Onze Lieve Vrouw in 't Zand
De zegepraal van Onze Lieve Vrouw in 't Zand is een verloren gegaan schilderij van de Duits-Nederlandse schilder Albin Windhausen.

## Voorstelling
Het stelt de verering voor van Onze Lieve Vrouwe in 't Zand, een genadebeeld dat bewaard wordt in de Kapel in 't Zand in Roermond. Ze is afgebeeld zwevend op een wolkje boven de put waarin zij volgens een legende gevonden werd. Ze wordt omgeven door een groot aantal historische figuren, heiligen en gelovigen die iets met haar te maken hebben gehad. Onder hen de herder Wendelinus, die het beeldje ontdekte, en verder bisschop Lindanus, bisschop Van Cuyk, vicaris-generaal Petrus Pollius, Albrecht en Isabella, de maagden Agnes van Heilsbach en Joanna Baptista van Randenraedt met hun 'catechismuskinderen', bisschop Van Hoensbroeck en bisschop Paredis. Rechts is de vader te zien van het door Onze Lieve Vrouw in 't Zand tot leven gewekte kind, een van de eerste wonderen van dit beeldje.

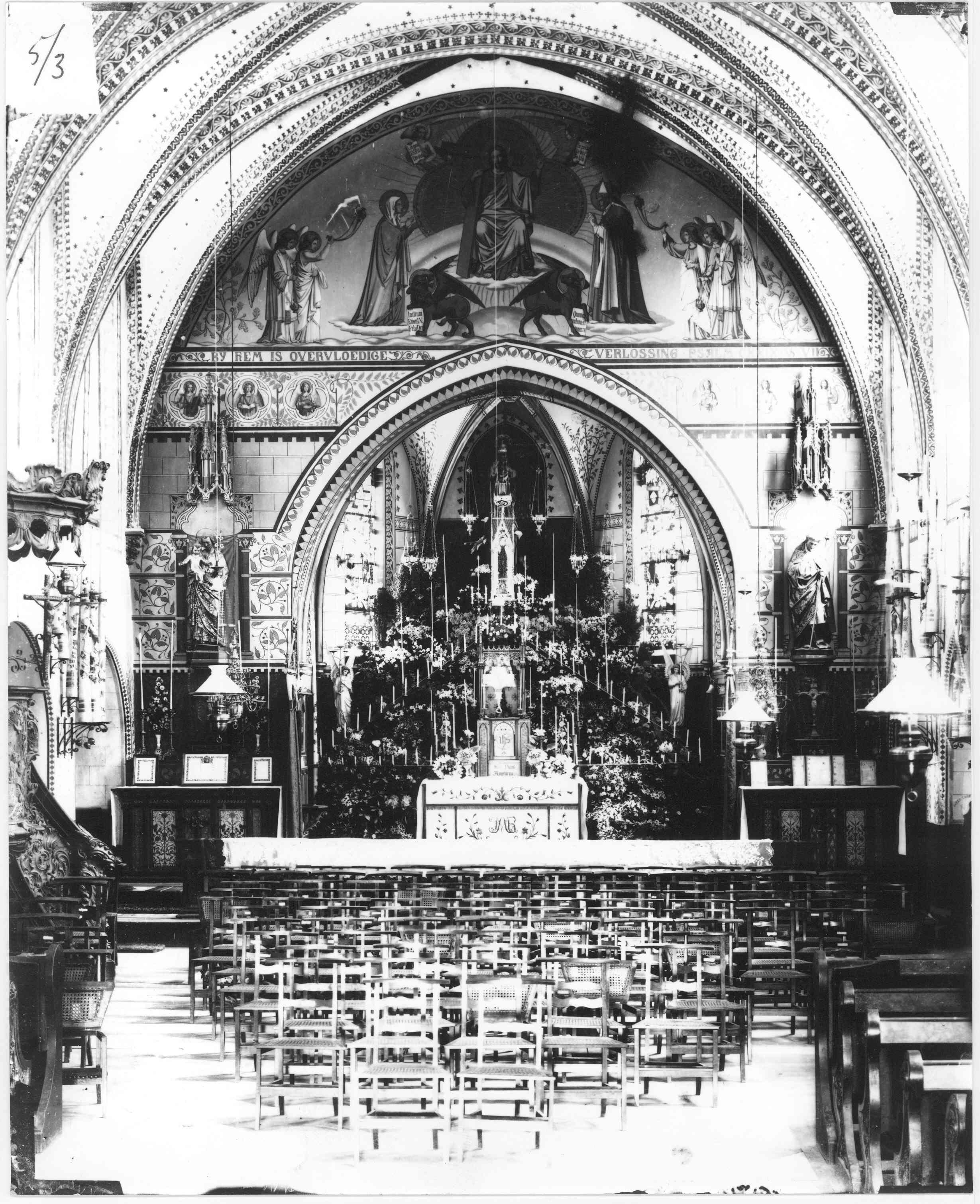
Interieur van de oude Kapel in 't Zand voor de herbouw van Johannes Kayser.

Het werk is in 1885 geschilderd en diende als versiering van de triomfboog boven het altaar van de oude Kapel in 't Zand. Het maakte deel uit van een grootschalig decoratieprogramma van schilderingen, wapenborden en erebogen van de Sint-Christoffelkathedraal tot in de Kapel in 't Zand ter gelegenheid van het 450-jarig jubileum van de vinding van het genadebeeldje. De feestelijkheden vonden plaats van 19 juli tot 15 september 1885. Daarna werd het schilderij verplaatst naar de congregatiezaal van de school van de Zusters van Liefde aan het nabij gelegen Schoolpad. In 1962 ging het bij een brand verloren. Het schilderij was een schenking van Windhausen aan de kapel.